# 馬爾克利角

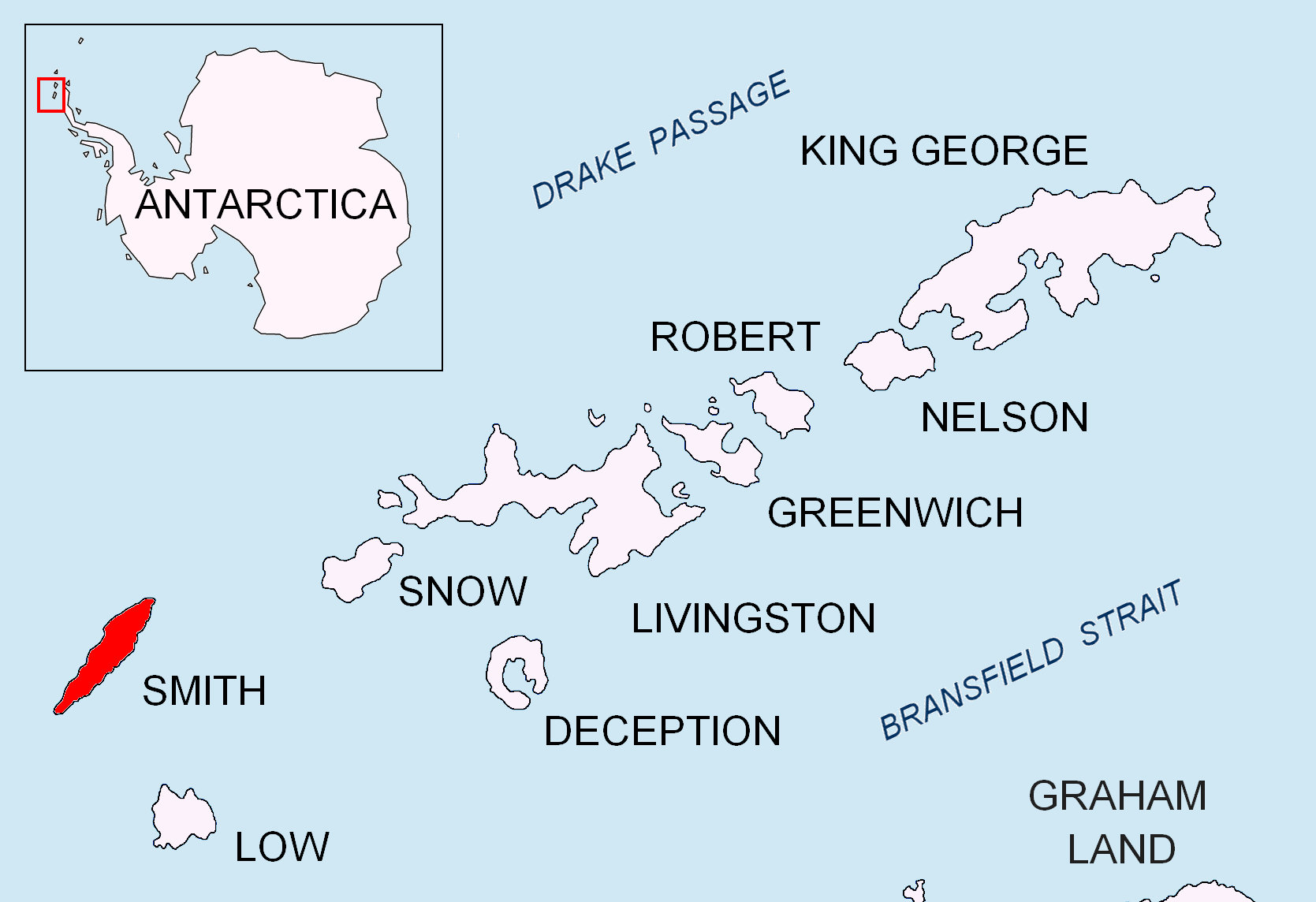

馬爾克利角（英語：Markeli Point）是南極洲的海岬，位於南設得蘭群島的史密斯島西北岸，處於史密斯角西南面14.5公里、格利高里角西南面2公里、詹姆士角東北面19.8公里。
62°56′10″S 62°33′05″W / 62.93611°S 62.55139°W

## 外部連結
- Bulgarian Antarctic Gazetteer. （页面存档备份，存于） Antarctic Place-names Commission of Bulgaria.
- SCAR Composite Antarctic Gazetteer （页面存档备份，存于）